# Ruisseau de Xoarupt
Der Ruisseau de Xoarupt ist ein linker Zufluss der Mosel im Gebiet der Gemeinde Ferdrupt im Département Vosges der Region Grand Est in Frankreich.

## Verlauf
Der Bach entspringt nahe der südlichen Gemeindegrenze an der Höhenkuppe Haut de l'Alouette auf etwas unter 700 m ü. NHN und läuft durchweg in etwa nördlicher Richtung. Sehr steil fließt er erst in einen Talkessel hinab, in dem ihm von beiden Seiten einige Nebenbäche zulaufen. Am Ende seines Tales durchläuft er am Übergang in die flache Aue neben der Mosel den Wohnplatz Xoarupt. Nach seinem reichlich einen halben Kilometer langen Restlauf in der Flussebene mündet er auf etwa 450 m ü. NHN, kurz nach dem Abgang eines dörflichen Mühlkanals zur anderen Seite, gegenüber dem Hauptort von Ferdrupt von links in die Mosel.
Der Ruisseau de Xoarupt ist 2,5 km lang.